# Mulloidichthys vanicolensis
Espèce

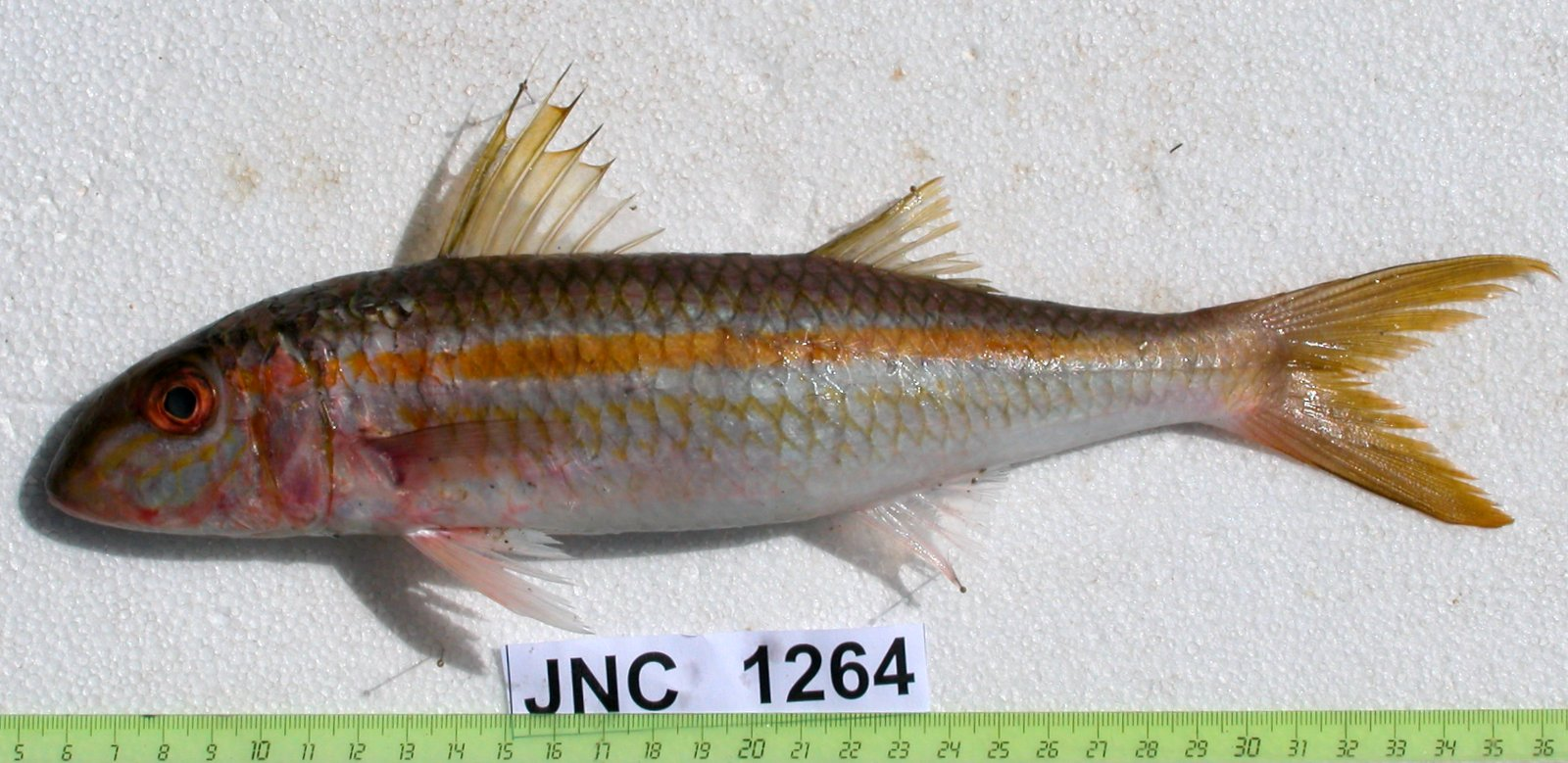
Mulloidichthys vanicolensis vendu au marché aux poissons de Nouméa (Nouvelle-Calédonie)

Le surmulet à nageoires jaunes (Mulloidichthys vanicolensis) est une espèce de poissons marins de la famille des Mullidae.